# 육상순양함 P-1500 몬스터
육상순양함 P-1500 몬스터(Landkreuzer P 1500 Monster)는 제2차 세계 대전 중에 독일이 개발을 추진한 초중전차다.

## 개념
1943년 6월 23일, "독일 군수성의 잠수함 생산 담당이었던 그로테가 '육상 순양함'이라는 1000톤급 열차포를 제안하였는데 아돌프 히틀러는 이 계획에 흥미를 보이며 개발 허가를 내주었다. 계획상으로 이 열차포는 11인치 함포 2문과 128mm 포 1문, 20mm Flak 38 대공포 8문, 15mm MG151/15 기관포 2정을 탑재하면서도 시속 40Km의 속력을 낼 수 있을 것으로 계산되었다. 같은 해 12월, 크룹사는 800mm 도라포를 탑재한 1500톤급 열차포인 P-1500을 제안했으나 1943년 초 군수성 장관 알베르트 슈페어가 모두 취소시켰다.

## 비현실성
이 계획은 비현실적이었다. 먼저, 계획된 1500톤으로는 이동식 자주포를 만들기는커녕 뼈대의 무게도 1200톤이 넘을 것이다. 2~300 mm 장갑을 장착하면 이를 가동하기 위해 엄청난 양의 기름이 필요할 것이다. 당시 100톤급인 마우스를 2대 생산하여 배치시킬 정도로 긴급했던 독일이 2000톤의 거대 토치카를 만들 돈과 자원이 없었다. 둘째, 실용적이지 않다. 만들어 배치시킨다고 가정해도 엄청난 무게로 인해 속력이 15km/h에 불과하다. 그리고 거대한 크기로 폭격기의 표적이 될 것이다. 그러므로 이 계획은 무적전차를 바라던 히틀러와 기술자의 망상에 불과하다고 할 수 있다.